# 我爸爸飞出了杜鹃窝
《我爸爸飞出了杜鹃窝》（英語：Stark Raving Dad）是美国动画情景喜剧《辛普森一家》第三季的第一集，也是全剧的第36集，于1991年9月19日通过福克斯电视网在美国首播。在这一集里，主角霍默·辛普森被误当作“自由思维无政府主义者”送进精神病院，和名叫莱昂·康宝斯基的大个子白人男性住在同一个房间，此人一直假装自己是美国流行歌星迈克尔·杰克逊。与此同时，为了弥补以往经常忘记妹妹生日的过失，巴特·辛普森向莉萨承诺会送她最棒的礼物。
本集由阿尔·让和迈克·里斯编剧，里奇·摩尔执导。迈克尔·杰克逊客串参演，在剧中为莱昂·康宝斯基配音，但为避免合约上的麻烦，他在片尾字幕中的名字叫约翰·杰伊·史密斯，而且此次参演直到之后才经正式渠道确认。杰克逊是《辛普森一家》的剧迷，他在某天晚上主动致电节目主创人马特·格勒宁，表示有意客串演出。杰克逊在剧情方面提出多项设想，剧中歌曲《生日快乐莉萨》也是他创作。他还特别提出为康宝斯基一角的台词配音，但演唱部分需由嗓音同他相似的基普·列侬代劳，想借此同自家兄弟开个玩笑。剧集包括多处有关杰克逊职业生涯的指涉，康宝斯基还在剧中演唱歌曲和选段。
《我爸爸飞出了杜鹃窝》获得评论界的普遍好评，并以剧本和杰克逊的演出最受赞誉。编剧之后还创作出续集的剧本，计划改由王子代替杰克逊为康宝斯基配音，但最终未能落实。节目于1992年1月30日重播，但在片头字幕前插入不同的开场片段，此举主要是回应乔治·赫伯特·沃克·布什总统三天前的演说，布什在讲话时宣称，美国人应该“更像华生一家，不要再像辛普森一家那样。”

## 剧情
莉萨叫醒巴特，说她已經快生日了，不要再像往年那样不上心，老是不记得送礼物，於是巴特承诺会送她最棒的礼物。与此同时，由于巴特把红色的帽子和爸爸的衣服一起洗，导致霍默所有的白衬衫都变成粉红色，只能穿着这样的衬衣去上班，结果不但遭同事取笑，雇主蒙哥马利·伯恩斯还怀疑他可能是“自由思维无政府主义者”。霍默拿着一份有20道题目的心理测试问卷回家，马文·门罗医生可以通过这些问题的回答判断他的心理状况。然而，霍默根本没心思做题，他把题目交给巴特去填。门罗医生看到问卷上所填内容后认定霍默已经疯了，后者被送到精神病院，与另一个自称迈克尔·杰克逊的大个白人男子住在同一间病房。霍默显然从没听过杰克逊的名字，所以很快就相信室友的话，两人一见如故。
玛琦得知丈夫的遭遇后赶到精神病院，她顺利说服医生霍默并不是疯子。霍默临行前向“迈克尔”告别，后者声称只是自愿来精神病院，霍默于是又决定把他接到家里住下。他打电话告诉巴特，称“迈克尔·杰克逊”会到家里住几天，但儿子没有听从父亲和“迈克尔”的要求，把消息告诉朋友范霍腾，没多久，整个春田镇的居民都聚集在辛普森家门口，兴奋不已地等着见“迈克尔”一面。但到霍默向众人介绍家里的新客人时，大家立刻就明白这个“迈克尔”只是冒牌货。镇民觉得受到巴特的愚弄而愤然离开，与此同时，莉萨从家里走出来，对巴特一门心思都放在“迈克尔·杰克逊光临”而再度忘记她的生日感到难过。
意外得知莉萨不愿再要巴特这样的弟弟后，“迈克尔”说服巴特让他帮忙。两人共同创作出一曲《生日快乐莉萨》（Happy Birthday Lisa）并当面为她表演，莉萨深受感动并拥抱巴特，说他的确送了最棒的礼物。“迈克尔”接下来透露他的真名叫莱昂·康宝斯基，是新泽西州帕特森的瓦工。他还说，自己以前长年脾气暴燥，只有在模仿杰克逊的嗓音说话时才会平静下来，因为这样的声音让身边的人都很开心。康宝斯基同辛普森家族告别后上路，嘴里还用正常说话时的声音轻唱莉萨的生日歌。

## 制作

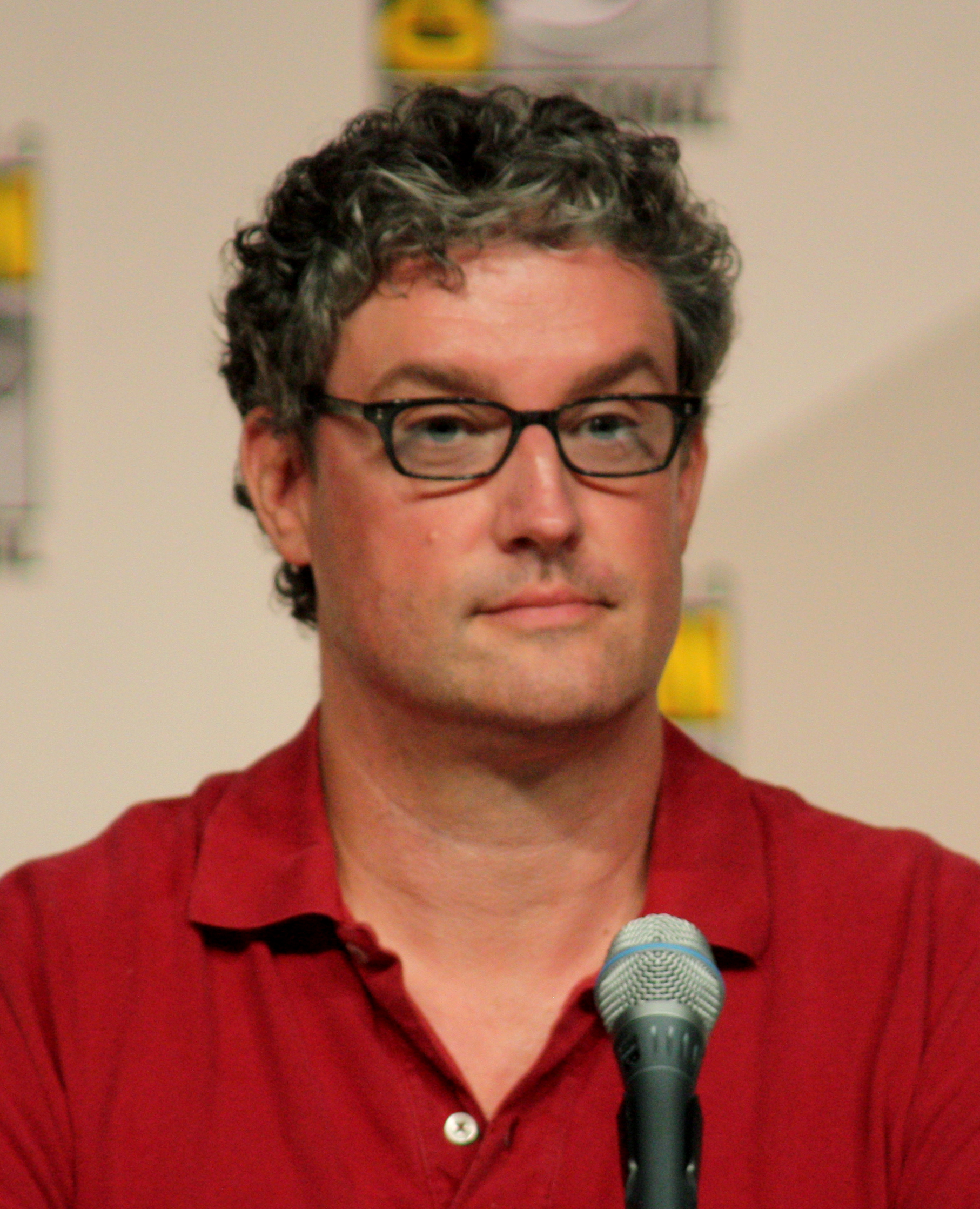
本集剧本由阿尔·让（图）和迈克·里斯共同创作

迈克尔·杰克逊是《辛普森一家》的剧迷，曾在某天晚上主动致电马特·格勒宁，表示有意客串演出，《我爸爸飞出了杜鹃窝》就是专为他创作，由阿尔·让和迈克·里斯编剧，故事框架源自詹姆斯·L·布鲁克斯的构想。《辛普森一家》主创人格勒宁和执导制片人萨姆·西蒙都对本集剧本创作有显著贡献。起初创作的剧本描述霍默带朋友巴尼·冈布尔去治疗所戒酒，但到了治疗所后由于霍默行为异常，医生以为是来戒酒的其实是他。但之后编剧听从布鲁克斯的建议，改成霍默因穿粉色衬衣上班而被送进精神病院。杰克逊也对剧情提出多种构想，如巴特在春田镇四处传扬，称迈克尔·杰克逊要到他家作客就源自他的提议。杰克逊还建议在剧中加入他和巴特一起创作歌曲的情节，原本涉及王子的笑点也是在他的建议下改成与（猫王）有关。
据阿尔·让透露，杰克逊是在通读最终完成的剧本后才同意加盟。这次通读是在杰克逊的经纪人桑迪·加林（Sandy Gallin）家中举行，为霍默配音的丹·卡斯泰拉内塔当时还迟到半小时。根据让的回忆，当时“谁也没出声，我们就是坐在那儿干等。”看过剧本后，杰克逊提出条件，他会为康宝斯基模仿他说话时的嗓音配音，但不能在演员表中列出他的名字，同时演唱的部分要由声音相似的人代劳。杰克逊想借此同自家兄弟开个玩笑，让他们觉得这个模仿者就是他在配音，最终康宝斯基的歌喉实际上是由基普·列侬助阵。列侬和杰克逊的配音都是在同一段时间录制，列侬觉得这样的模仿非常幽默。杰克逊独自一人到片场录音，没有使用专门为他准备的拖车。据让透露，杰克逊也为剧中的歌唱部分一展歌喉，还有传言称节目最终采用的其实就是他的声音，但《辛普森一家》的音乐剪辑师克里斯·莱德斯玛（Chris Ledesma）表示，最终成片是采用列侬的歌声。片尾康宝斯基终于不再模仿，恢复自己正常的嗓音，这部分是由《辛普森一家》剧组演员汉克·阿扎里亚配音。根据原有设想，康宝斯基在本集结尾唱的歌是《Man in the Mirror》，而且依然是模仿杰克逊的嗓音，但最终改成用正常嗓音演唱《生日快乐莉萨》。
《我爸爸飞出了杜鹃窝》原本是《辛普森一家》第二季的最后一集，但实际却改为第三季的开局，播出时距制作完成已经过了一年多。迈克尔·杰克逊的名字在片尾字幕中以假名约翰·杰伊·史密斯（John Jay Smith）代替。剧组成员当时还受到法律限制，不得确认杰克逊的客串演出，但还是有许多媒体认定节目有他参与。男演员德斯汀·荷夫曼客串出演第二季第19集《莉萨的替补》（Lisa's Substitute）时也有类似做法，要求演员表中不列真名，用“山姆·艾蒂克”（Sam Etic）代替。《我爸爸飞出了杜鹃窝》播映后，制片人决定今后如有名流想要客串参演，就必须同意留下真名。
杰克逊很喜欢巴特一角，除了客串出演本集外，他还决定为巴特创作一首冠军单曲。歌曲《做巴特曼》（Do the Bartman）由此诞生，是杰克逊同他人共同创作，在《我爸爸飞出了杜鹃窝》播映同期作为单曲发行。但受合约限制，杰克逊不能因这首歌曲获利。剧中的《生日快乐莉萨》也是杰克逊创作，之后收录在专辑《春日镇曲调歌曲》（Songs in the Key of Springfield）中。杰克逊1991年的唱片于2001年重新发行，有报导称《生日快乐莉萨》会收入花絮光盘，但最终这张光盘没有发行:188。杰克逊去世后，福克斯广播公司于7月5日重播《我爸爸飞出了杜鹃窝》来向他致敬。制片人本希望能在杰克逊去世三天后的2009年6月28日重播，但未能及时解决广播联卖权方面问题，结果这天播映的是《做巴特曼》的音乐视频。剧集重播前还经过制片人的审查，最终只做出一项改动，将剧中同杰克逊无关的一个电话号码模糊处理。

### 重播及修改的开头

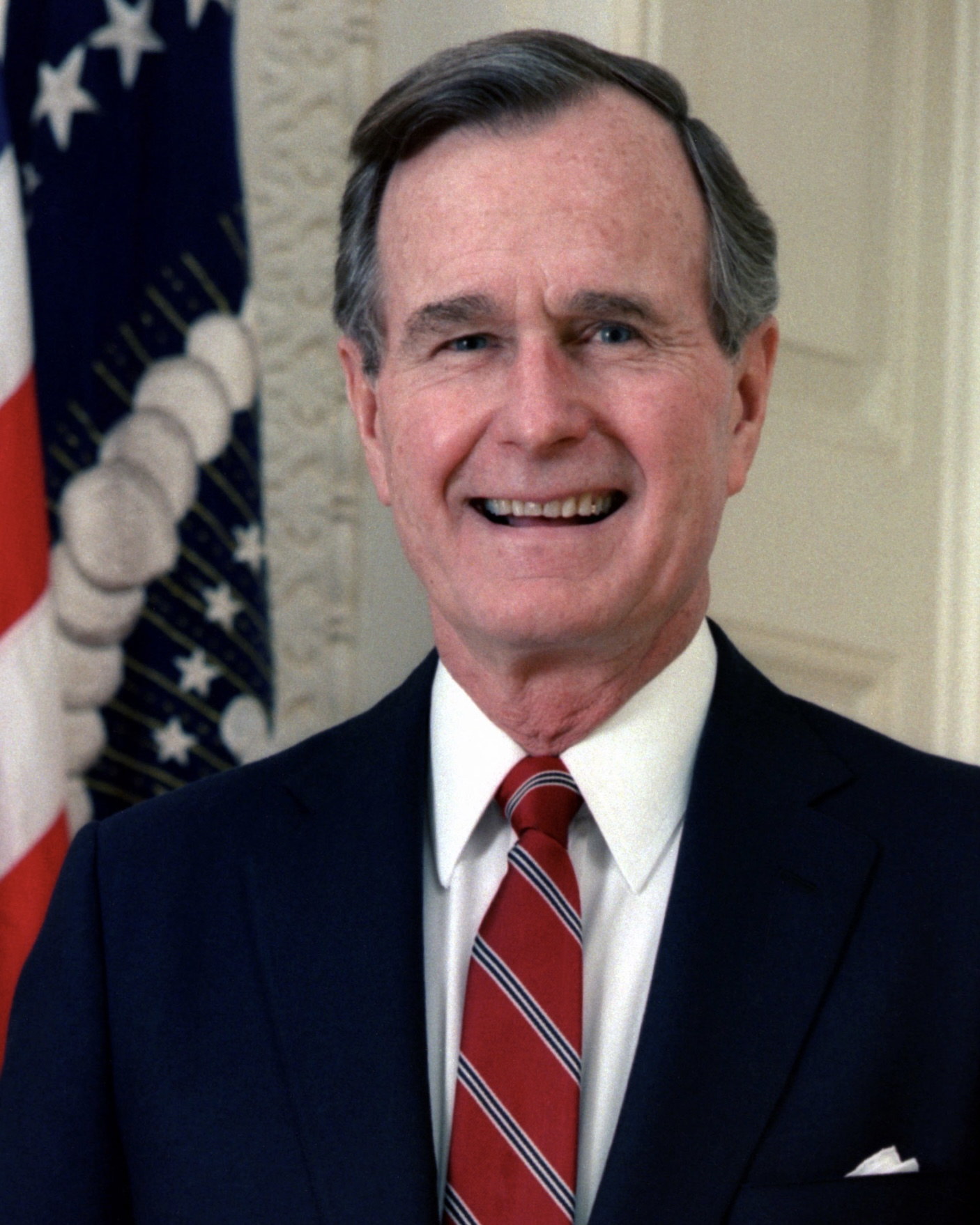
《我爸爸飞出了杜鹃窝》于1992年1月末重播时修改片头，回应乔治·赫伯特·沃克·布什总统（图）之前的评论。

《我爸爸飞出了杜鹃窝》于1992年1月30日重播，其中片头略有改动，以回应美国总统乔治·赫伯特·沃克·布什三天前演说时针对《辛普森一家》的负面评论。《辛普森一家》此前就不受总统夫妇待见，1990年10月1日发行的《人物》杂志刊有针对芭芭拉·布什的访谈，当时第一夫人称《辛普森一家》是她“所见过最愚蠢的东西。”编剧决定回应芭芭拉的批评，给第一夫人寄去一封彬彬有礼的信，署名玛琦·辛普森。白宫很快就寄出回信，芭芭拉在信中致歉。1992年1月下旬，布什总统在连任竞选演说时称：“我们会继续努力让美国家庭更加强大，让美国家庭更像华生一家，不要再像辛普森一家那样。”剧组决定要像之前第一夫人一样迅速回应，但问题在于每集《辛普森一家》的制作周期超过半年，很难及时响应时事。编剧于是决定在接下来一期节目中插入简短回应，结果这集就是1月30日《我爸爸飞出了杜鹃窝》重播。为巴特配音的南希·卡特赖特很快接到通知录制回应台词。
节目一开始就是辛普森家族坐在客厅看电视，电视上正是总统的演说。布什说完“让美国家庭更像华生一家，不要再像《辛普森一家》那样”后巴特说：“哎对了，我们不就像华生一家么，我们也都在祈祷经济衰退早日结束。”这段开场镜头之后收录在第四季的套装中。

## 未予落实的续作

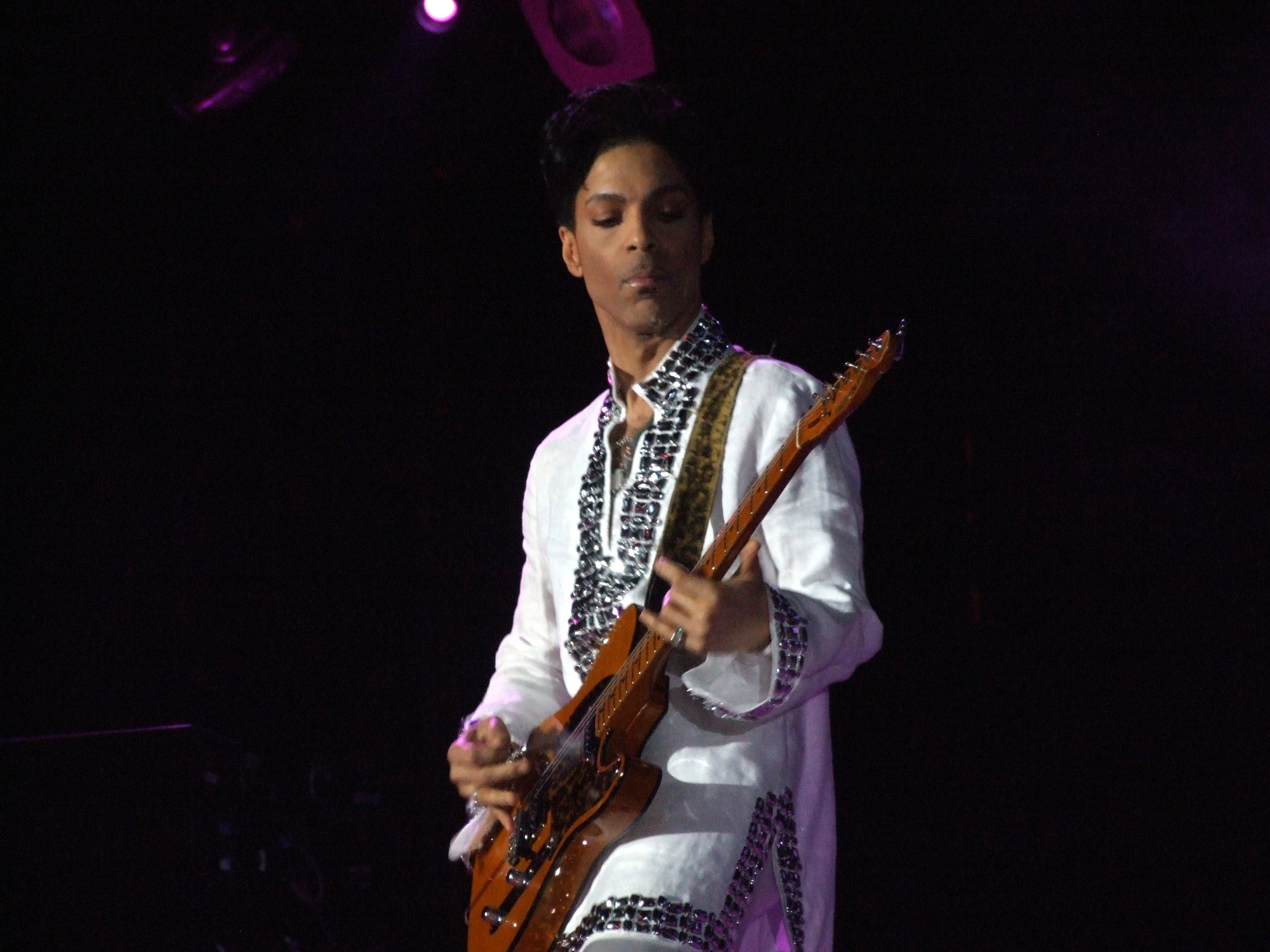
剧组原计划为《我爸爸飞出了杜鹃窝》摄制续作，请王子（图）给莱昂·康宝斯基配音，但这项计划始终未能落实。

《我爸爸飞出了杜鹃窝》播出一年后，剧组决定制作续集，莱昂·康宝斯基假扮音乐家王子回归。剧本由自由撰稿人创作，再经柯南·奥布莱恩润色。据里斯所述，康宝斯基（假王子）在这集里成功令春田镇的所有人都“放松下来，外形变得更加妖艳，性观念和行为也更开放。”
王子拿到剧本后同意为康宝斯基配音，还给剧组发回一页注解，说明他在各个镜头中的装束。编剧发现这些注解同剧本内容不搭，之后才发现王子指的是他人创作的另一部剧本。原来王子对《辛普森一家》编剧的创作不满意，要求由另一人来编撰剧本，但众编剧对此无法接受。最终节目胎死腹中，没有投入制作，成为《辛普森一家》历史上为数不多的一集完成剧本，但却没有落实的节目。

## 文化指涉
与其他《辛普森一家》剧集一样，《我爸爸飞出了杜鹃窝》也有多处流行文化指涉。巴特做那20个心理测试题时，霍默在看《美国家庭滑稽录像》，里面的三段短片都非常暴力。精神病院的许多场景意指电影《飛越杜鵑窩》，院内许多人物也不例外，酋长一角便是其中之一。电影《雨人》中的弗洛伊德（Floyd）同样出现在精神病院。玛琦致电精神病院时，观众可以从电话里听到佩茜·克莱因（Patsy Cline）演唱的罐头音乐版歌曲《疯狂》（Crazy）。春田镇居民聚集在辛普森家族门外等待迈克尔·杰克逊时，一名男子手持“约翰福音第3章第16节”（John 3:16）的标志站在人群中，意指经常在体育赛事现场手持类似标志并因此成名的罗伦·斯图尔特（Rollen Stewart）。
剧中还有很多涉及杰克逊职业生涯的内容。康宝斯基曾谈到很多令杰克逊打响名气的作品，如《摩城唱片25周年：昨天、今天和永远》（Motown 25: Yesterday, Today, Forever）、和。他还唱过和的选段，并表演月球漫步:97。霍默在睡梦中喃喃自语时，康宝斯基对自己的毛绒动物玩具说：“泡泡，漫漫长夜啊。”泡泡（Bubbles）是杰克逊的庞物黑猩猩的名字。康宝斯基还自称对1979年的专辑只获一项葛莱美奖提名感到遗憾，因为众编剧此前得知杰克逊的确曾因此事不快。

## 播映和反响
《我爸爸飞出了杜鹃窝》于1991年9月19日通过福克斯电视网在美国首播，收获的尼尔森收视率调查结果为13.9，相当于23%的收视率。估计当晚有1280万户美国家庭收看这集节目，在这周所有电视节目里排第33，在其播出时段的收视成绩仅次于尼尔森收视率19.7、相当于31%高收视的《考斯比一家》新季回归剧集。此外，《辛普森一家》也是福克斯电视网这周的收视亚军，仅次于《奉子成婚》（Married... with Children）。
本集获得评论界的普遍好评，评论家对剧本表现尤为青眼相看。乔什·莱文（Josh Levin）于2009年在杂志发文，称“《我爸爸飞出了杜鹃窝》的伟大之处同《辛普森一家》编剧的关系比杰克逊的歌唱天赋要大得多。编剧们设计的剧情别出心裁，巧妙程度远远胜过单纯让歌星空降春田镇。”《波士顿先驱报》（Boston Herald）的莫妮卡·柯林斯（Monica Collins）也很喜欢这集。她曾在节目首播当天发文称“这集《辛普森一家》带有复古色彩，充满看上去既神圣又庸俗的怪人怪事。至于迈克尔·杰克逊，他还是一如既往的古怪，完全融入节目之中。”《时代花絮报》（The Times-Picayune）的马克·洛伦多（Mark Lorando）称，“即便是《辛普森一家》弃用的台词，也比大部分所谓喜剧剧集的金句要有趣得多，（《我爸爸飞出了杜鹃窝》中的）幽默富于层次，讽刺意味十足的细节让故事情节更加丰富。”他还特别称赞其中恶搞《美国家庭滑稽录像》的桥段，称节目“让人笑得根本停不下来，杰克逊那绝对不会认错的嗓音……又大幅提升节目的魅力。”2011年，埃里克·艾森伯格（Eric Eisenberg）把本集评为《辛普森一家》历史上的最佳剧集。他称赞节目剧情感人，情感真挚，编剧功底扎实，毫无过分雕琢或操控的痕迹。他还进一步表示，《我爸爸飞出了杜鹃窝》中体现出的浓烈情感可能会成为这一集的标志，即便令观众一时忘记这本是多么有趣的故事，也依然会因其诚挚而收获认可。在他看来，整集节目的构造堪称完美，观众开怀大笑之余，眼角也会留下泪光，无疑是《辛普森一家》最伟大的剧集。
编剧迈克·里斯在的评论音轨中表示，他觉得迈克尔·杰克逊“算不上是很棒的演员……但还算过得去。他人真是很好，态度非常友善。”2006年，网站在评选《辛普森一家》最佳客串明星演出时把杰克逊排在第五位。汤姆·甘加米（Tom Ganjamie）在《最棒的一周》（Best Week Ever）中称，杰克逊此次客串演出是《辛普森一家》历史上最巧妙的。的罗伯特·坎宁（Robert Canning）于2009年发文称，《我爸爸飞出了杜鹃窝》表现坚实、风趣而感人，还称赞杰克逊的演出自嘲意味十足，但却又闪烁出真诚的光芒。2011年，安德鲁·马丁（Andrew Martin）撰文评选《辛普森一家》十大客串音乐人，迈克尔·杰克逊排名第二。2003年，电影指南网的科林·雅各布森（Colin Jacobson）称本集为第三季开了好头，但“其中却有多处略嫌拖沓，缺乏《辛普森一家》最佳剧集中的尖刻。不过，节目依然包含许多好笑的瞬间，杰克逊以假名示人的客串演出效果也很好，他展示出的自嘲能力令我颇感惊喜。”数字痴迷网的内特·迈尔斯（Nate Meyers）于2004年发文称，“这集有许多好笑的噱头，特别是前半截霍默被送进（精神病）医院的戏码，有许多涉及《飞越疯人院》的巧妙指涉。但是，节目的后半部算不上特别有趣，里面的笑点略嫌刻意，有太多关于巴特和莉萨关系的感伤情节，导致节目流失剧情发展的动力。”2007年，《多伦多之星》报的本·雷纳（Ben Rayner）把《我爸爸飞出了杜鹃窝》评为《辛普森一家》最差的三集节目之一。
2009年，《电视小队》（TV Squad）的迈克·穆迪（Mike Moody）称，本集最温馨的桥段就是康宝斯基和巴特一起唱歌祝莉萨生日快乐的戏码。编剧阿尔·让也有类似看法，他于2003年把这段镜头列入自己最喜欢的五个《辛普森一家》片段。歌曲《生日快乐莉萨》所获评价褒贬不一。本·雷纳称这不过是“垃圾曲调”，《麦克林》杂志的克里斯·塞利（Chris Selley）认为《我爸爸飞出了杜鹃窝》拖沓滥情得让人难以忍受，《生日快乐莉萨》也实在不怎么样。不过，《时代花絮报》的戴夫·沃克（Dave Walker）认为本集是杰克逊众多难忘的电视节目之一，这首歌曲更令人“过耳不忘”。